# Theodore Nève
Theodore Nève (Gent, 3 juni 1879 - Sint-Andries, 27 maart 1963), geboren Jean-Baptiste Marie Joseph Jules Corneille Nève, was een Belgisch benedictijn en van 1912 tot 1963 abt van de abdij van Zevenkerken.

## Familie
Edmond Nève (1815-1897) en Eugénie Lammens (1827-1916) hadden drie zoons. De oudste, Leon Nève (Terhulpen, 1848 - Gent, 26 januari 1934), werd notaris in Gent en trouwde in Lier met Delphine Cools (1853-1922). Het echtpaar kreeg zes zoons. Vijf van hen trouwden en drie hebben afstammelingen tot heden. In 1908 verkreeg Léon opname in de erfelijke adel en in 1928, samen met andere familieleden, de vergunning om de familienaam te vervolledigen tot Nève de Mévergnies, in herinnering aan een heerlijkheid die de familie onder het ancien régime bezat. Theodore Nève was van deze naamswijziging uitgesloten, maar niet van de adelsverheffing.

## Jeugd
Als derde van de zes zoons van notaris Nève, volbracht hij de humaniora aan het Sint-Barbaracollege in Gent. Hij volgde twee jaar wijsbegeerte en letteren aan de Katholieke Universiteit Leuven. In oktober 1899 trad hij in als postulant bij de benedictijnen in de abdij van Maredsous en volgde een monastiek curriculum:
- Op 10 februari 1900 intrede in het noviciaat onder de kloosternaam Theodore.
- Op 11 februari 1901 afleggen van de kloostergeloften en vertrek naar Rome.
- In 1905 doctor in de theologie aan de Sint-Anselmoabdij in Rome, met een proefschrift gewijd aan de christologie van Sint-Paulus.
- Op 6 augustus 1905 tot priester gewijd.
- In mei 1906 gedetacheerd naar de jonge abdij van Sint-Andries, onder de leiding van de pas gewijde abt Gerard van Caloen (1853-1932). Hij werd onmiddellijk benoemd tot onderprior en tot rector van de oblatenschool.
- In 1908 volgde hij de zieke Benoît D'Hondt (1834-1908) op als prior, wat betekende dat hij de dagelijkse leiding over de jonge abdij kreeg.  Hij bouwde de abdijkerk uit, alsook de abdijgebouwen zelf. Het resultaat was dat de kloostergemeenschap zwaar in de schulden terechtkwam, die hij in de volgende jaren moest wegwerken.
- In 1910 stichtte hij de abdijschool voor middelbaar onderwijs, erg tegen de zin van de moederabdij van Maredsous en van de bisschop van Brugge. De school werd na de Eerste Wereldoorlog een succes en zorgde voor heel wat intredes in het kloosterleven, terwijl de opbrengst ervan mee zorgde voor de aflossing van de zware schuldenlast.
- Op 8 september 1912 werd hij gewijd tot vierenveertigste abt van de herboren abdij van Sint-Andries.

## Brazilië
De eerste activiteit van de abt bestond erin om door te gaan met het opleiden van jonge monniken die naar Brazilië als missionarissen werden uitgezonden. Tussen 1899 en 1914 vertrokken 133 monniken, novicen en postulanten vanuit Sint-Andries naar Brazilië. De voertaal in de abdij was in die jaren het Portugees. De nominale abt van Sint-Andries, Mgr. Gerard van Caloen verbleef meestal in Brazilië, om er de nieuwe stichtingen te begeleiden. De Eerste Wereldoorlog zou het einde betekenen van deze bijzondere band, zonder die volledig te verbreken.

## Katanga
Een volgend initiatief dat hij nam, was de stichting van een abdij in de nog bijna onbestaande hoofdplaats van de provincie Katanga, Elisabethstad, en hiervoor zond hij in 1910 zijn novicemeester Jean de Hemptinne (1876-1958) uit, vergezeld van een paar monniken. De stichting kende vele problemen en moeilijkheden. In 1914 ging dom Nève er ter plekke kennis van nemen. Ook nadien zou hij zich bij herhaling ter plaatse van de (moeizame) ontwikkeling van de benedictijnse activiteiten gaan vergewissen. Een bestendige stroom van in Sint-Andries opgeleide monniken vertrok na de Eerste Wereldoorlog naar de Congolese nederzetting.

## Eerste Wereldoorlog
Bij de aanvang van de Eerste Wereldoorlog telde de abdij 60 monniken. Velen (onder meer de 23 Duitse monniken) zouden in de loop van de oorlog de abdij verlaten. Toen in 1917 de abdij door de Duitsers werd opgeëist, vonden de abt en de zeven overblijvende monniken onderdak in een paar naburige kastelen. In oktober 1918 konden ze opnieuw de abdij in bezit nemen.
De abdij was na de oorlog opnieuw zeer actief. In 1921 telde ze 71 monniken en twintig jaar later waren het er 220. Hierbij speelde de abt een belangrijke rol. Zijn charismatische en indrukwekkende persoonlijkheid oefende aantrekkingskracht uit. Hij moest vooral ook de financiële middelen bijeenrapen om de uitbreiding van het gebouwencomplex mogelijk te maken.
Tot op het einde van de oorlog waren de abdijen van Maredsous en Keizersberg aangesloten bij de congregatie van benedictijnen die geleid werd door de Duitse abdij van Beuron. Na de oorlog bleek dit om vaderslandslievende redenen niet meer mogelijk. De abdij van Sint-Andries was tot dan lid van een Braziliaanse congregatie, samen met de Braziliaanse stichtingen. De abten van Maredsous, dom Columba Marmion (in 2000 zalig verklaard), van de Keizersberg, dom Robert de Kerchove, en van Sint-Andries, dom Nève beslisten dan ook om een Belgische benedictijnencongregatie op te richten, onder de naam 'Congregatie van Maria-Boodschap' waar ook de Katangese stichting deel van uitmaakte, later gevolgd door verschillende andere abdijen, waaronder de stichtingen vanuit Sint-Andries in Tyniec en in Los Angeles.
In dezelfde geest stichtte dom Nève in 1919 een klooster van benedictinessen, volgens een ambitie die hij al in 1911 koesterde. De vestiging kwam er in de buurt van de abdij van Sint-Andries en kreeg de naam 'Betanië'. Eerst was het gehuisvest in het kasteel Lisbona, maar in 1925 werden nieuwe kloostergebouwen ingewijd, die waren gebouwd volgens de plannen van de Brugse architect Jozef Viérin. Dit klooster werd een kweekschool voor missionarissen die naar Congo vertrokken.

## Liturgische vernieuwing
Naast de ondersteuning van de missieactiviteiten, voornamelijk in Katanga, spande dom Nève zich in voor het liturgisch apostolaat binnen de Kerk. De abdij van Sint-Andries werd een van de gangmakers van de liturgische beweging.
Nève vond hiervoor een belangrijke bondgenoot in dom Gaspar Lefèvre (1880-1966), die de auteur werd van een internationaal geprezen Missel quotidien et vespéral romain, die op honderdduizenden exemplaren werd gedrukt en meteen een goede bron van inkomsten betekende voor de financieel steeds noodlijdende abdij. Met dit missaal en met de verschillende publicaties van de abdij, onder meer het Bulletin des Missions en liturgische tijdschriften, kreeg Sint-Andries een internationale uitstraling.

## China
In 1913 ontstonden de eerste contacten tussen dom Nève en de pionier van de missionering in China, de lazarist Vincent Lebbe. Het idee om China op religieus gebied bij te staan groeide van toen af. In 1926 werd Theodore Nève voorzitter van de 'vzw Chinees Katholiek Huis in Leuven', voor Chinese studenten. Die studenten werden ook gastvrij onthaald in de abdij, waar vier onder hen op paaszaterdag 1922 werden gedoopt.
De belangstelling voor China groeide nog aanzienlijk toen Lou Tseng-Tsiang, voormalig eerste minister van China, weduwnaar geworden, in 1927 intrad in de abdij van Zevenkerken en er in 1935 tot priester werd gewijd. Met de steun van Dom Nève werd in Si-Sjan een abdij van benedictijnen gesticht en in 1929 officieel ingewijd.

## Polen
Vanaf 1924 werden in de abdij van Zevenkerken contacten gelegd met Poolse geestelijken. In 1928 stuurde de abt de monnik Charles van Oost naar de abdij van Lubin in Poznań om er de benedictijnse gemeenschap te helpen erbovenop te komen. Abt Nève trok in 1930 zelf op inspectietocht naar Polen en, na andere mogelijkheden te hebben onderzocht en na in 1932 opnieuw door Polen te hebben gereisd, opteerde hij voor het stichten van een abdij in de gebouwen van de voormalige abdij van Tyniec, bisdom Krakau.
Na heel wat verwikkelingen en na nog een paar reizen van dom Nève naar Polen, werden uiteindelijk de gebouwen van het historische klooster in juni 1939 aan de benedictijnen verkocht door het aartsbisdom Krakau. De Poolse monniken die in Sint-Andries waren opgeleid, namen er hun intrek. De nieuwe abdij werd door abt Nève op 30 juli 1939 plechtig ingehuldigd.

## Tweede Wereldoorlog
De Tweede Wereldoorlog resulteerde opnieuw in de opeising van de abdij, vanaf maart 1942, door de Duitsers. Dom Neve diende een onderkomen te vinden zowel voor zijn monniken als voor de abdijschool, die verder bleef les geven op verschillende plaatsen, onder meer in Izegem, Bellem en Drongen.
In 1940 had de abt toestemming gegeven om de vlaggen en standaarden van het Belgisch leger op een geheime plaats binnen de abdij op te bergen. Ze werden er zo goed verborgen dat, ondanks de jarenlange bezetting van de abdijgebouwen door het Duitse leger, ze niet werden ontdekt en pas na de Bevrijding uit hun schuilplaats werden gehaald.

## Laatste jaren
Reeds in juni 1944 namen de monniken stilaan weer bezit van hun abdij, die door de Duitsers verlaten werd. Toen Sint-Andries bevrijd werd op 8 september was de abdij alweer volledig werkbaar.
Met zijn tijdschrift Paroisse et Liturgie en met sessies voor jonge priesters in de abdij, nam deze het voortouw in de liturgische beweging die zou leiden tot de beslissingen die daaromtrent door het Tweede Vaticaans Concilie werden genomen.
In 1951 werd de bebouwde oppervlakte praktisch verdubbeld, om ruimte te scheppen voor de zich uitbreidende bibliotheek en voor het ontvangen van gasten. Architect Luc Vierin, zoon van Jozef, was de ontwerper.
De Chinese vestiging van Si-Sjan had het tijdens de oorlog erg moeilijk en besliste te verhuizen naar Tsj'eng-toe, een administratief en intellectueel centrum met een belangrijke universiteit. De benedictijnen openden er het Chinese and Western Cultural Research Institute. In de abdij van Zevenkerken werd in 1946 de Chinees-Belgische vriendschap onderstreept, door het benoemen van dom Lou tot abt in partibus van de voormalige Sint-Pietersabdij van Gent. Nadat Mao China had veroverd, werd het behoud van de benedictijnse nederzetting onmogelijk. In 1951 en 1952 werden alle monniken, vaak na een periode van gevangenis, uitgewezen. De negen overblijvende paters vestigden zich in Valyermo bij Los Angeles en stichtten er de Saint Andrews Abbey.
De stichting in het Poolse Tyniek had het zowel onder de bezetting van de nazi's als onder het Sovjetregime bijzonder lastig, maar bleef bestaan en werd in 1959 een zelfstandige abdij. Ze werd gesteund door de aartsbisschoppen van Krakau, kardinaal Adam Stefan Sapieha en vervolgens kardinaal Karol Józef Wojtyła, die er, ook als paus Johannes Paulus II, bij herhaling op bezoek kwam.
In 1952 vierde de abdij de vijftigste verjaardag van haar stichting, maar vooral ook de veertig jaar abbatiaat van dom Nève. De viering op 8 september was grandioos, met de aanwezigheid van de koning, kardinaal Van Roey, ministers, bisschoppen, abten en een massa volk.
Nève werkte onverminderd verder, en was vaak op reis om bijeenkomsten van abten bij te wonen of de abdijen in Congo, Californië (de uitgeweken Chinese monniken) of Polen te bezoeken. De olijke pater Nicolas Huyghebaert hing op een dag een briefje op het berichtenbord waarin hij meldde dat "Vader abt, op doortocht in zijn abdij, een voordracht zal geven".
In 1957 ondernam Nève opnieuw een reis naar Katanga en kwam vermoeid terug. Hij onderging een heelkundige bewerking en genas moeilijk. Hij nam daarom ontslag uit de dagelijkse leiding en verzocht om een abt-coadjutor. De communauteit verkoos hiervoor dom Théodore Ghesquière (1903-1992) die op 12 maart 1959 werd gewijd. In 1963 overleed dom Nève, 84 jaar oud. De abdij telde toen 233 monniken (143 in de abdij, 72 in Katanga, 8 in Tsj'engtoe, 8 in Tyniec en 2 in India).

## Geschriften en publicaties
- Journal 1917-1948, Abdij Sint-Andries, Fonds Theodore Nève.
- Journal 1942-1944, Abdij Sint-Andries, Fonds Theodore Nève.
- L'ordre de saint Benoît et la vie apostolique, in: Revue littéraire et monastique, 1929.
- Et demain?, in: Cahiers de Saint-André, 1945.